# Ian W. M. Smith
Ian William Murison Smith FRS FRSC (* 15. Juni 1937 in Leeds; † 8. November 2016) war ein britischer Chemiker, der von 1963 bis 1985 als wissenschaftlicher Mitarbeiter und Lecturer bei der Abteilung für Chemie der University of Cambridge und von 1985 bis 2002 als Professor für Chemie an der University of Birmingham arbeitete.

## Leben
Smith besuchte die Giggleswick School in North Yorkshire. Ab September 1955 absolvierte er seinen zweijährigen Militärdienst, ehe er am Christ’s College der University of Cambridge Naturwissenschaften studierte. Das Studium schloss er 1960 ab, 1964 erhielt er mit Tony Callear als Doktorvater den Ph.D.
Smith war ein führender Forscher auf den Gebieten Reaktionskinetik, Energietransfer und Molekulardynamik in Gasphasen-Systemen. 1995 wurde er zum Mitglied der Royal Society gewählt, außerdem wurde er zum Mitglied der Royal Society of Chemistry gewählt und erhielt 1983 den Tilden Prize, sowie 1990 die Polanyi Medal und 2001 den Liversidge Award der Royal Society of Chemistry. Zu seinen Doktoranden gehörten David Klenerman und Gus Hancock.
1961 heiratete er Sue Morrish. Das Paar hatte vier Kinder.

## Werke
- Ian W. M. Smith: Kinetics and Dynamics of Elementary Gas Reactions. Butterworth & Co 1. Februar 1980, ISBN 978-0-408-70790-9